# Алтуна (Ајова)
Алтуна (енгл. Altoona) град је у америчкој савезној држави Ајова. По попису становништва из 2010. у њему је живело 14.541 становника.

## Демографија
Према попису становништва из 2010. у граду је живело 14.541 становника, што је 4.196 (40,6%) становника више него 2000. године.
| Група             | 2000.         | 2010.          |
| Белци             | 9.848 (95,2%) | 13.573 (93,3%) |
| Афроамериканци    | 95 (0,9%)     | 162 (1,1%)     |
| Азијати           | 48 (0,5%)     | 167 (1,1%)     |
| Хиспаноамериканци | 171 (1,7%)    | 420 (2,9%)     |
| Укупно            | 10.345        | 14.541         |